# Faculdade de Direito da Universidade Federal de Mato Grosso do Sul (FADIR)

## História
Em 2002, o curso foi reconhecido pelo Ministério da Educação, por maio da Portaria MEC n.º 436, de 15 de fevereiro de 2002, publicada no Diário Oficial da União nº 34, de 20 de fevereiro de 2002.
A Faculdade de Direito - FADIR foi criada por meio da Resolução nº 99/2008, do Conselho Universitário (COUN), de 10/11/2008, publicada no Boletim de Serviço no 4447, de 21/11/2008 e implantada pela Resolução no 69/2009/COUN, publicada no Boletim de Serviço no 4660, de 09/10/2009. Direção da FADIR: Lídia Maria Ribas (2009-2013), Ynes da Silva Felix (2014-2021) e Fernando Lopes Nogueira (2021-...).

## Graduação
O curso de Direito segue as diretrizes curriculares fixadas pelo Ministério da Educação (Brasil), buscando assegurar no perfil do acadêmico sólida formação geral, humanística e axiológica, com capacidade de análise, domínio de conceitos e da terminologia jurídica, adequada argumentação, interpretação e valorização dos fenômenos jurídicos e sociais, aliado a uma postura reflexiva e de visão indispensável ao exercício da Ciência do Direito, da prestação da justiça e do desenvolvimento da cidadania.
Empenhada na promoção de um ensino de qualidade, a faculdade de Direito foi parabenizada pelo nível excelência alcançado e recebeu o selo de qualidade “OAB Recomenda” em 2016 e em 2019.
Avaliado no ultimo Exame Nacional de Desempenho de Estudantes aplicado em 2018 pelo Instituto Nacional de Estudos e Pesquisas Educacionais Anísio Teixeira o curso de Direito obteve a nota 5, conceito máximo do exame. 

### Ex-professores notáveis
Professores de renome nacional e internacional já compuseram o corpo docente da Faculdade de Direito da UFMS como o Professor Nelson Trad, que foi Deputado Federal, os Desembargadores aposentados do Tribunal de Justiça do Estado de Mato Grosso do Sul, Luiz Carlos Santini e Jorge Eustácio da Silva Frias, o Professor Leonardo Martins, Doutor em Direito Constitucional e que possui oito pós-doutoramentos na Alemanha, pela Alexander-von-Humboldt-Stiftung, AVH e pela Deutscher Akademischer Austaurschdienst, DAAD, o Deputado Federal Fábio Trad dentre outros.

## Núcleo de Prática Jurídica
Com equipe composta por professores, servidores, advogados voluntários e acadêmicos, é desenvolvido o projeto Clínicas Jurídicas em Direitos Fundamentais Trabalhistas, Criminais e Previdenciários, cujo objetivo é fomentar a extensão universitária por meio habilidades específicas para resolução de conflitos extrajudiciais e judiciais e elaboração das respectivas peças jurídicas na área de concentração do Direito do Trabalho e da Saúde, Assistência e Previdência Social.
Uma relevante atividade social desenvolvida pelo Núcleo de Prática Jurídica é o atendimento à comunidade por meio de Plantão Jurídico, realizado por acadêmicos que atendem pessoas hipossuficientes nas áreas temáticas de violações de direitos trabalhistas e da seguridade social, tais como: demissões, redução de jornada de trabalho, suspensão de contrato de trabalho, cálculo de verbas rescisórias, aposentadorias e benefícios assistenciais junto ao INSS.
Em 2017, o projeto Prática Jurídica em Seguridade Social foi premiado no II Prêmio AJUFE: Boas Práticas de Gestão, em que foi reconhecido casos de sucesso e práticas de gestão bem sucedidas na Justiça Federal. Em 2018, pela segunda vez consecutiva, recebeu o III Prêmio AJUFE– Boas Práticas de Gestão da Associação Nacional de Juízes Federais, pelo atendimento em comunidades ribeirinhas e tradicionais do Pantanal.
Diante dos resultados alcançados pela prática jurídica nas comunidades, em 2019 também recebeu menção honrosa na categoria Instituições Públicas em Geral do 1º Prêmio Equidade de Gênero no Sistema de Justiça (AJUFE) realizada pela Associação Nacional dos Magistrados da Justiça do Trabalho (ANAMATRA) e Associação dos Magistrados Brasileiros (AMB).
O Núcleo de Prática Jurídica atende ao papel de interação entre o ensino e a extensão universitária, envolvendo os professores, os acadêmicos e a sociedade.

## Extensão Universitária
- Observatório sobre a violência contra a mulher, projeto criado a partir de uma parceria entre a FADIR/UFMS[14] e a SEMU/Prefeitura Municipal de Campo Grande[15], com o objetivo de contribuir com as ações que são desenvolvidas na Casa da Mulher Brasileira em Campo Grande;
- Prática Jurídica, Tratamentos Alternativos e Direitos Humanos. Análise das atuações do Estado frente às inovações tecnológicas da medicina baseada em evidências e os tratamentos médicos isentos de sangue. Medidas científicas para reduzir a judicialização e garantir o direito fundamental à saúde;
- Prática Jurídica em Direito do Trabalho e Direitos Humanos. Análise da efetividade do Estado na prestação jurisdicional e acesso à Justiça
- Prática Jurídica, Fronteira, Comunidades Tradicionais e Direitos Humanos. Análise das ações do Estado frente ao reconhecimento, fortalecimento, valorização e garantia das Comunidades Tradicionais do Pantanal/MS;
- Prática Jurídica em Direito da Seguridade Social e Direitos Humanos. Análise da efetividade do Estado na prestação jurisdicional e acesso à Justiça.

## Especialização
Anteriormente, foram ofertados dois outros cursos de especialização: Educação em Direitos Humanos (2015/2016) e Gestão Judiciária (2017/2019). 

## Mestrado
Implantado em meados de 2015, constitui-se como um mecanismo de fortalecimento do ensino, pesquisa e extensão da Faculdade de Direito, voltado ao estudo e aplicação do direito às peculiaridades regionais do Estado de Mato Grosso do Sul (MS).
O programa foi reconhecido pela Coordenação de Aperfeiçoamento de Pessoal de Nível Superior na 157ª Reunião CTC-ES/CAPES (24 a 26 de março de 2015) com o conceito 3. 
Coordenadores: Ana Paula Martins Amaral (2015-2016); Livia Gaigher Bósio Campello (2016-2021); Vladmir Oliveira da Silveira (2021- ...)

### Revista Direito UFMS
Em 2015, a revista passou a fazer parte do Sistema Eletrônico de Editoração de Revistas – SEER e recebe pesquisas que se enquadrem no eixo temático “Direitos Humanos e Fundamentais”, que são avaliados pelo método Double Blind Peer Review.
Com o objetivo de garantir a publicação de artigos inéditos e evitar plágio, em 2016, a revista passou a registrar os artigos no Digital Object Idetifier – DOI.
A revista conta com os seguintes indexadores: Latindex, Sumários.org, Oaji.net, Drji, Diadorim, Google Scholar, Redib, Worldcat, Ulrichs Web, Livre, Base, Sherpa/Romeo e está comprometida com os padrões exigidos pelos indicativos dos sistemas Qualis Periódicos.

## Internacionalização
Como parte de projeto de internacionalização, a Faculdade de Direito da UFMS firmou Acordo de Cooperação com a Università degli Studi di Camerino (UNICAM) - Scuola di Giurisprudenza, que proporcionará a dupla diplomação dos alunos, como Bacharel em Direito no Brasil e como Dottore Magistrale in Giurisprudenza na Itália. A Universidade de Camerino, localizada na comuna italiana de mesmo nome, é uma das mais antigas instituições de ensino superior da Itália e uma das 25 mais antigas do mundo, criada em 1336.
A Faculdade de Direito também participa anualmente da organização do Congresso Internacional de Direitos Humanos, evento internacional que congrega professores, acadêmicos, profissionais e estudiosos, cuja 18ª edição ocorreu em 2021, consolidando a importância da instituição no cenário nacional e internacional.